# Loxapină
Loxapina este un antipsihotic tipic derivat de dibenzoxazepină, similar cu clozapina, fiind utilizat în tratamentul schizofreniei și al psihozelor. După unii autori, ar fi clasificat mai degrabă ca antipsihotic atipic. Căile de administrare disponibile sunt orală și inhalatorie.

## Utilizări medicale
Loxapina este utilizată în tratamentul agitației ușoare până la moderate la pacienții cu schizofrenie sau tulburare bipolară.